# Штефанешты (Каушанский район)
Штефанешты, Штефэнешть (рум. Ștefănești) — село в Каушанском районе Молдавии. Наряду с сёлами Новые Танатары и Новая Урсоая входит в состав коммуны Новые Танатары.

## География
Село расположено на высоте 131 метр над уровнем моря.

## Население
По данным переписи населения 2004 года, в селе Штефэнешть проживает 142 человека (66 мужчин, 76 женщин).
Этнический состав села:
| Национальность | Число жителей | Процентный состав |
| -------------- | ------------- | ----------------- |
| молдаване      | 142           | 100,0             |
| Всего          | 142           | 100 %             |